# 86th Street (Second Avenue Subway)
86th Street is een station van de metro van New York aan het traject van de Second Avenue Subway.  Het station wordt voornamelijk bediend door metrolijn Q. Het station ligt aan Second Avenue, ter hoogte van de kruising met 86th Street in de Upper East Side van Manhattan.
Het station, samen met de stations 72nd Street en 96th Street, openden op 1 januari 2017 als de drie stations van het eerste segment van de Second Avenue Subway. De drie stations zijn tot heden de meest recente stations van de metro van New York.
Naast voor metrolijn Q wordt het station ook bediend door metrolijn M op weekdagen 's avonds en gedurende het volledige weekend (met uitzondering van de late avonddiensten). Een beperkt aantal treinen tijdens de spitsuren op weekdagen van metrolijn N gebruiken Second Avenue Subway als een variant aan de noordelijke trajectzijde, en passeren ook 86th Street. Tijdens de ochtendspits op weekdagen is er ten slotte een enkele bediening door metrolijn R in noordelijke richting langs Second Avenue Subway die als eindpunt 96th Street heeft.
Het station, samen met de andere stations van de eerste fase van de Second Avenue Subway, bevat functies die niet in de meeste metrostations in New York te vinden zijn. Het is volledig in overeenstemming met de regelgeving opgelegd door de Americans with Disabilities Act uit 1990. Zo zijn er onder meer twee liften voor toegang voor personen met een beperking. Daarnaast bevat het station airconditioning waardoor het in de zomer tot 6° Celsius koeler is in het station dan in andere stations van de metro en is het waterdicht, een functie die alleen in nieuwere stations te vinden is. De kunstwerken in het station 86th Street zijn getiteld "Subway Portraits", het is een selectie van twaalf gezichtsportretten van de kunstschilder Chuck Close. Naast twee zelfportretten zijn er onder meer portretten van componist Philip Glass in zijn jonge jaren, muzikant Lou Reed, fotograaf Cindy Sherman, kunstschilder Cecily Brown en Alex Katz en de artiesten Kara Walker, Zhang Huan, Sienna Shields en Pozsi B. Kolor.
De twee sporen van het ondergronds metrostation liggen aan een 178 m lang en 8,5 m breed eilandperron op een diepte van 28 meter onder het straatoppervlak.
 ·  ·  ·  ·  ·  ·  ·  ·  · 
Van noord naar zuid:
96th Street · 
86th Street · 
72nd Street · 
Lexington Avenue-63rd Street · 
57th Street · 
(49th Street) · 
Times Square-42nd Street · 
34th Street-Herald Square · 
(28th Street · 
23rd Street) · 
14th Street-Union Square · 
(8th Street · 
Prince Street) · 
Canal Street · 
DeKalb Avenue · 
Atlantic Avenue - Pacific Street · 
7th avenue · 
Prospect Park · 
Parkside Avenue · 
Church Avenue · 
Beverley Road · 
Cortelyou Road · 
Newkirk Avenue · 
Avenue H · 
Avenue J · 
Avenue M · 
Kings Highway · 
Avenue U · 
Neck Road · 
Sheepshead Bay · 
Brighton Beach · 
Ocean Parkway · 
West Eighth Street-New York Aquarium · 
Coney Island-Stillwell Avenue